# Mariela Antoniska
Mariela Andrea Antoniska (Banfield, 20 de mayo de 1975) es una médica y exjugadora argentina de hockey sobre césped que se desempeñó como arquera de la selección nacional de su país, Las Leonas. Obtuvo dos medallas de oro en los Juegos Panamericanos (1999 y 2003) y dos medallas olímpicas (plata y bronce) en los Juegos Olímpicos de Sídney 2000 y de Atenas 2004. En 2001, ganó el Champions Trophy disputado en Amstelveen, Holanda y la Copa Panamericana. En 2002, obtuvo el Campeonato Mundial disputado en Perth, Australia y el segundo puesto en el Champions Trophy en Macao, China. Ganó el premio Jorge Newbery de oro en 2003  y en 2004 obtuvo la medalla de bronce en el Champions Trophy disputado en la ciudad de Rosario, Argentina.
Integró doce años (1994-2006) la selección argentina de hockey sobre césped, Las Leonas. Su momento más recordado fue cuando Las Leonas debieron definir por penales la final del Campeonato Mundial de Hockey sobre Césped de Perth 2002, y Antoniska atajó cuatro penales para darle la copa mundial a Argentina, el triunfo más importante del hockey sobre césped del país.
En 2010, la Fundación Konex le otorgó el Premio Konex como una de las cinco mejores jugadoras de la década en Argentina.
Su Club fue Lomas Athletic de Lomas de Zamora, con el cual fue bicampeona del Torneo Metropolitano, el más importante de Argentina, en ambos casos en definición por penales que definió Mariela.
Actualmente trabaja en el Hospital Garrahan, en la Ciudad de Buenos Aires.